# Zbigniew Słupski
Zbigniew Słupski (ur. 3 czerwca 1934 w Ostrawie, zm. 6 sierpnia 2020 w Warszawie) – polski sinolog, prof. dr hab, wykładowca Zakładu Sinologii Uniwersytetu Warszawskiego, były członek Komitetu Orientalistycznego PAN. Tytuł profesorski uzyskał w 1992 r. Specjalizował się w literaturze chińskiej, literaturoznawstwie i religioznawstwie.
Jest pochowany na Cmentarzu Wojskowym na Powązkach (kwatera Q KOL 21 rząd 3 grób 8).
Publikacje książkowe:

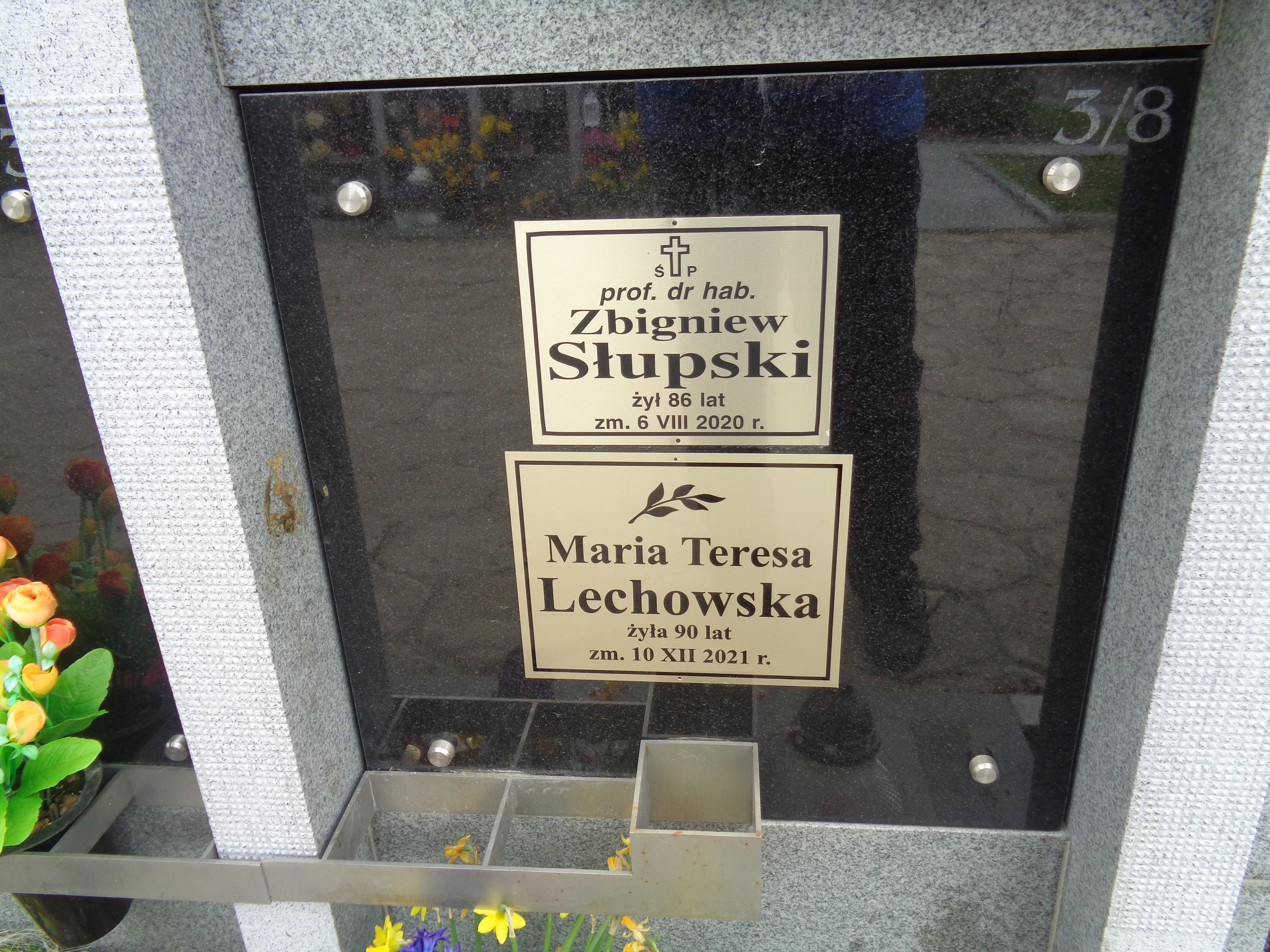
Grób Zbigniewa Słupskiego na Cmentarzu Wojskowym na Powązkach

- The Evolution of a Modern Chinese Writer. An Analysis of Lao She's Fiction with Biographical and Bibliographical Appendices. W serii Dissertationes orientales vol.9. Academia, Prague 1966.
- Ju-lin wai-shih. Próba analizy literackiej, Wydawnictwa Uniwersytetu Warszawskiego, 1979.
- Szkice o literaturze chińskiej, Wydział Neofilologii UW, Warszawa 1989.
- Wczesne piśmiennictwo chińskie, Warszawa, Agade, 2001 (współpraca: Rafał Gajewski, Małgorzata Religa).
- Wczesne piśmiennictwo chińskie. Wybór tekstów. Warszawa, Agade, 2004 (współpraca: Małgorzata Religa, Irena Kałużyńska).
- Úvod do dějin čínského písemnictví I (od dynastie Shang do období Válčících států). Praha, Univerzita Karlova, Karolinum, 2006 (współpraca: Olga Lomová). ISBN 978-80-246-1267-4
- Úvod do dějin čínského písemnictví II (dynastie Qin a Han). Praha, Univerzita Karlova, Karolinum, 2009 (współpraca: Olga Lomová). ISBN 978-80-246-1727-5